# Issá Plíyev
Issá Aleksándrovich Plíyev (en ruso: Исса Александрович Плиев; en osetio: Плиты Алыксандры фырт Иссæ; 12 de noviembrejul./ 25 de noviembre de 1903greg. - 6 de febrero de 1979) fue un oficial militar soviético de origen osetio que combatió durante la Segunda Guerra Mundial y posteriormente alcanzó el grado militar de General del ejército de caballería (1962). Fue galardonado dos veces con el título honorífico de Héroe de la Unión Soviética (1944, 1945) y el título de Héroe de la República Popular de Mongolia (1971). Fue miembro del PCUS desde 1926.
Durante la Segunda Guerra Mundial, se convirtió en el único soldado de caballería que recibió el título de Héroe de la Unión Soviética dos veces: en 1944 por el hábil mando y control de las tropas al cruzar el río Bug Meridional y la liberación de Odesa, y en 1945 por la derrota del Ejército de Kwantung japonés durante la Invasión soviética de Manchuria.
Comandante del Distrito Militar del Cáucaso Norte, 1958-1968. Durante la crisis de los misiles cubanos, de julio de 1962 a mayo de 1963, estuvo al mando del Grupo de Fuerzas Soviéticas en Cuba durante la Operación Anádir. Así mismo fue miembro del Comité Central del PCUS (1961-1966) y diputado durante varias legislaturas del Sóviet Supremo de la Unión Soviética (1946-1970).

## Biografía

### Infancia y juventud
Issá Plíyev, nació el 12 de noviembre de 1903, en el pueblo de Stariy Batakoyur, Óblast del Térek (ahora la región de la margen derecha de la Osetia del Norte) en el seno de una familia de campesinos osetios. En 1908, su padre se fue a trabajar a Canadá y cuatro años después murió allí en un accidente en una mina. Issá Plíev se vio obligado a trabajar como obrero desde una edad muy temprana para ayudar a la maltrecha economía familiar, pero con la ayuda de familiares pudo obtener una educación: se graduó en la escuela rural N.º 2 en Vladikavkaz en 1918.
Se alistó en el Ejército Rojo en marzo de 1922. Sirvió como soldado del Ejército Rojo en un destacamento especial bajo el departamento especial del Ejército Independiente del Cáucaso. De junio a agosto de 1923 estuvo en la reserva, luego fue reinscrito en el Ejército Rojo y enviado a estudiar. En 1926 se graduó de la Escuela de Caballería de Leningrado, después de graduarse de septiembre de 1926 a mayo de 1930 se desempeñó como comandante de curso de la Escuela de Caballería de las Nacionalidades de las Montañas del Cáucaso Norte en Krasnodar. Luego fue enviado a estudiar a la academia militar de la RKKA (Raboche-krestiánskaya Krásnaya ármiya, Ejército Rojo de Obreros y Campesinos) .
Se graduó de la Academia Militar Frunze en 1933 y fue nombrado jefe del departamento operativo de la sede de la 5.º División de Caballería de Stávropol que lleva el nombre de M.F. Blinov en el Distrito Militar de Ucrania. A partir de junio de 1936 fue instructor en la sede de la Escuela Militar Conjunta del Ejército Revolucionario del Pueblo de Mongolia en Ulán Bator. En febrero de 1939, estuvo al mando del 48.º Regimiento de Caballería de la 6.ª División de Caballería del Distrito Militar Especial de Bielorrusia. Al frente del regimiento participó en la Invasión soviética de Polonia de 1939. A partir de octubre de 1940 estudió en la Academia Militar del Estado Mayor de las Fuerzas Armadas de la URSS.

### Segunda Guerra Mundial
Después del inicio de la Gran Guerra Patria, a principios de julio de 1941, tuvo que abandonar, prematuramente sus estudios en la Academia del Estado Mayor, sin haberse graduado, debido a la crítica escasez de oficiales superiores de la que padecía el Ejército Rojo debido a las fuertes pérdidas de los prímeros meses de la guerra y a las salvajes purgas de Stalin que se habían cebado especialmente sobre el cuerpo de oficiales soviéticos.

#### 1941-1943
El 6 de julio fue nombrado comandante de la 50.º División de Caballería del Distrito Militar del Cáucaso Norte. Tan pronto como el coronel Plíev llegó a la ubicación de la división en Armavir, se recibió una orden para enviarla al frente. Al llegar al frente oeste, la división se convirtió en parte del grupo de fuerzas del mayor general Vasili Jomenko del 30.° Ejército, luego en el grupo de fuerzas del teniente general Iván Máslennikov (22.° Ejército) y luego en un grupo de caballería independiente del mayor general Lev Dovator. Participó en dos incursiones en la retaguardia del Grupo de Ejércitos Centro durante la Batalla de Smolensk.
Con el comienzo de la Batalla de Moscú, la división mantuvo firmemente la defensa como parte del 16.º Ejército, participando en las operaciones defensivas de Vyazemsk, Mozhaisk-Maloyaroslavets y Klinsko-Solnechnogorsk. Por el excelente desempeño de las misiones de combate y el heroísmo del personal a sus órdenes, el 26 de noviembre de 1941, la división fue una de las primeras de la caballería del Ejército Rojo en recibir el rango de Guardias y fue renombrada 3.ª División de Caballería de Guardias. Participó en la operación ofensiva Klinsko-Solnechnogorsk, al mismo tiempo que la división pasó a formar parte del 2.º Cuerpo de Caballería de Guardias del 5.º Ejército. El 19 de diciembre, el comandante del cuerpo, el mayor general Lev Dovator, murió en combate, y el general Pliev fue designado comandante de este cuerpo. Continuó participando en la etapa ofensiva de la Batalla de Moscú.
El 16 de abril de 1942, fue nombrado comandante del 5.º Cuerpo de Caballería en el Frente Sur, que libró feroces batallas por la ciudad de Izium (Óblast de Járkov, Ucrania) en la Segunda batalla de Járkov. Después de sufrir terribles pérdidas a fines de junio, el cuerpo se disolvió. Desde julio de 1942, estuvo al mando del 3.º Cuerpo de Caballería de la Guardia en el Frente Suroeste. A la cabeza del cuerpo participó en la operación defensiva Vorónezh-Voroshilovgrado y en la batalla de Stalingrado, durante la cual el cuerpo fue trasladado varias veces a las direcciones más amenazadas y reasignado al comandante de los frentes del Don y de Stalingrado. En febrero de 1943, fue nombrado Subcomandante del 5.º Ejército de Tanques de la Guardia, que en ese momento se estaba formando en la retaguardia.
En mayo de 1943, asumió el puesto de subcomandante del Distrito Militar de la Estepa, el cual, a principios de julio, fue transformado en el Frente de la Estepa (desde el 20 de octubre de 1943, el Segundo Frente Ucraniano), participó en la Batalla de Kursk, en la operación Ofensiva Belgorod-Járkov y en la Batalla del Dniéper.
Desde noviembre de 1943, fue comandante del 4.º Cuerpo de Caballería de la Guardia integrado en el Tercer Frente Ucraniano. A principios de 1944, por orden del comandante del frente Rodión Malinovski se creó un grupo de caballería mecanizada o KMG (en ruso: Mekhanizirovannaya Kavaleriyskaya Gruppa, KMG), cuyo mando se confió al general Pliev simultáneamente con el mando del 4.º Cuerpo de Caballería de la Guardia, con este Cuerpo de Ejército participó en la Ofensiva del Dniéper-Cárpatos que consiguió expulsar a las tropas nazis de la parte occidental de Ucrania, y finalmente alcanzar la frontera rumana en la zona de los Cárpatos.

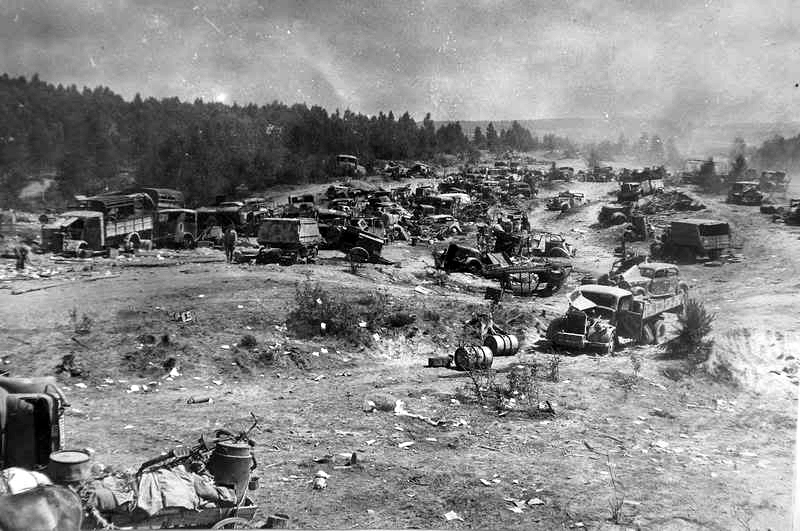
Vehículos destruidos del 9.º Ejército alemán en una carretera cerca de Bobruysk (Bielorrusia) durante la Operación Bagratión

#### 1944-1945
Su actuación más destacada se produjo en las operaciones ofensivas de Bereznegovato-Snigirevskaya y Odesa, llevadas a cabo una tras otra entre marzo y abril de 1944. El grupo de caballería mecanizada del general Pliev, introducido profundamente en la retaguardia alemana en marzo de 1944, aseguró el cerco y la derrota de las unidades del 6.º Ejército alemán. En abril, el KMG cruzó el río Bug Meridional, cortó las principales comunicaciones del enemigo y facilitó la captura de las fuerzas del frente en varios asentamientos importantes, incluida la ciudad de Odesa. Por sus destacada actuación en dichas operaciones fue galardonado con el título de Héroe de la Unión Soviética, con la Orden de Lenin y la medalla de la Estrella de Oro por el «hábil mando de las tropas y el coraje personal y el heroísmo de los guardias desplegados a su mando».
A principios del verano de 1944, el KMG Pliev (formado por el 4.º Cuerpo de Caballería de la Guardia y el 1.er Cuerpo Mecanizado de la Guardia) fue transferido al Primer Frente Bielorruso del mariscal Rokossovski. Allí Pliev volvió a actuar con éxito en la Operación Bagratión. Bajo su liderazgo el KMG liberó las ciudades bielorrusas de Slutsk, Stolbtsy y Slonim, contribuyó a la destrucción del Grupo de Ejércitos Norte y a la liberación de Minsk y Bielorrusia. Durante los duros combates en la ciudad de Stolbtsy estuvo a punto de copar y destruir a la 12.º División Panzer entre el río Niemem y los ejército soviéticos que avanzaban hacia el oeste, sin embargo la división alemana fue capaz de retirarse tras sufrir cuantiosas bajas.
Tras el gran éxito de la Operación Bagration, el KMG fue devuelto al Tercer Frente Ucraniano, donde el 3 de octubre de 1944, el general Pliev dirigió el Grupo de Caballería Mecanizada (formado por el 4.º y 6.º Cuerpo de Caballería de la Guardia y el 7.º Cuerpo Mecanizado). Tal KMG fue creado con el objetivo de realizar un gran avance en la retaguardia del enemigo en la Batalla de Debrecen en territorio de Hungría. La tarea del KMG se completó, pero luego el enemigo logró cortar las comunicaciones de KMG. Durante más de diez días, los soldados lucharon en la retaguardia enemiga, esquivando los ataques de los tanques enemigos y lanzando continuos contrataques. Algunas de las ciudades húngaras ocupadas tuvieron que ser abandonadas, pero al final la situación se invirtió a favor de las tropas soviéticas y Debrecen fue tomada.

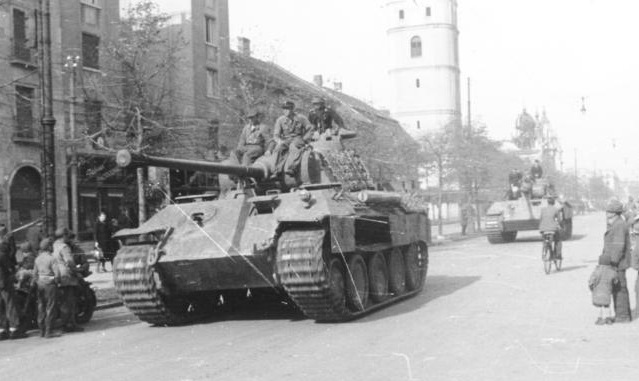
Panzer V "Panther" en las calles de Debrecen, Hungría, 1944

En noviembre de 1944, fue nombrado comandante del ya establecido 1.er Grupo Mecanizado de Caballería, que, como parte del Tercer Frente Ucraniano, participó en la Sitio de Budapest. Por el excelente desempeño de las misiones de combate y el heroísmo masivo del personal del 1er Grupo de Caballería Mecanizada o KMG, por orden del Comisario Popular de Defensa de la URSS del 26 de enero de 1945, recibió el rango de Guardias y pasó a llamarse 1.er Grupo de Caballería Mecanizada de Guardias. En 1945 participó en la Ofensiva de Bratislava-Brno y en la Batalla de Praga.
Tras el final de la guerra en Europa, fue transferido al Frente del Pacífico, donde, durante la invasión soviética de Manchuria comandó el Grupo Mecanizado de Caballería soviético-mongol del Frente de Transkaibal, al mando del mariscal Rodión Malinovski. Se distinguió especialmente en la Operación Ofensiva Jingan-Mukden (9 de agosto de 1945 - 2 de septiembre de 1945). Por sus éxitos en la derrota del Ejército de Kwantung japonés, recibió la segunda Medalla de Oro de Héroe de la Unión Soviética.

### Posguerra
Desde febrero de 1946 fue nombrado Comandante del Distrito Militar de Stávropol. Desde julio de 1946, estuvo al mando del 9.º Ejército Mecanizado del Grupo de Fuerzas del Sur (el ejército estaba entonces estacionado en Rumanía). De febrero de 1947 a abril de 1948  fue comandante del 13.° Ejército del Distrito Militar de los Cárpatos. En 1949, se graduó en la Academia Militar del Estado Mayor de las Fuerzas Armadas de la URSS. Posteriormente fue Comandante del 4.º Ejército del Distrito Militar de Transcaucasia (abril de 1949), Primer Subcomandante y desde abril de 1958 hasta junio de 1968, Comandante del Distrito Militar del Cáucaso Norte.
Durante la crisis de los misiles en Cuba de julio de 1962 a mayo de 1963, estuvo al mando del Grupo de Fuerzas Soviéticas en Cuba durante la Operación Anádir. Durante la Crisis de los Misiles en Cuba, fue el único en la historia del uso de armas nucleares que recibió el derecho a usar armas nucleares en caso de la invasión estadounidense a Cuba, sin el consentimiento de la dirección de la URSS. Después de regresar de Cuba, reasumió sus funciones como comandante del Distrito Militar del Cáucaso Norte. Desde junio de 1968, asumió el cargo de Inspector Asesor del Grupo de Inspectores Generales del Ministerio de Defensa de la URSS. Un puesto puramente honorífico sin apenas responsabilidades.
Fue miembro candidato del Comité Central del Partido Comunista de la Unión Soviética (1961-1966). Diputado del Sóviet Supremo de la Unión Soviética (1946-1970). Después de su jubilación, vivió en Rostov del Don hasta su muerte el 6 de febrero de 1979 en Moscú. Fue enterrado en el Paseo de la Fama de Vladikavkaz, en Osetia del Norte.

## Promociones
- Coronel  (1939)

Issá Plíev en un sello de 2010 de Abjasia

- Komdiv  (11 de septiembre de 1941)
- Teniente general (29 de octubre de 1943)
- Coronel general (29 de mayo de 1945)
- General del ejército (27 de abril de 1962).[13]

## Ensayos
- Pliev I.A. En nombre de la Patria. - Rostov n / a: Editorial de libros, 1965.
- Pliev I.A. A través del Gobi y Khingan. - Moscú: Publicaciones militares, 1965.
- Pliev I. A. La derrota del "ejército de los vengadores". - Ordzhonikidze: Editorial de libros de Osetia del Norte, 1967.
- Pliev I.A. Servimos a la Patria. - Rostov n / a: Editorial de libros, 1968.
- Pliev I. A. El fin del ejército de Kwantung (Prólogo de Yumjaagiyn Tsedenbal) - 2.ª ed. - Ordzhonikidze: Ir, 1969.
- Pliev I.A. En las batallas por la liberación de Rumania, Hungría, Checoslovaquia. - Ordzhonikidze: Ir, 1971.
- Pliev I.A. Bajo el estandarte de la guardia. - Ordzhonikidze: Ir, 1976.
- Pliev I.A. - M.: Kniga, 1985.

## Condecoraciones

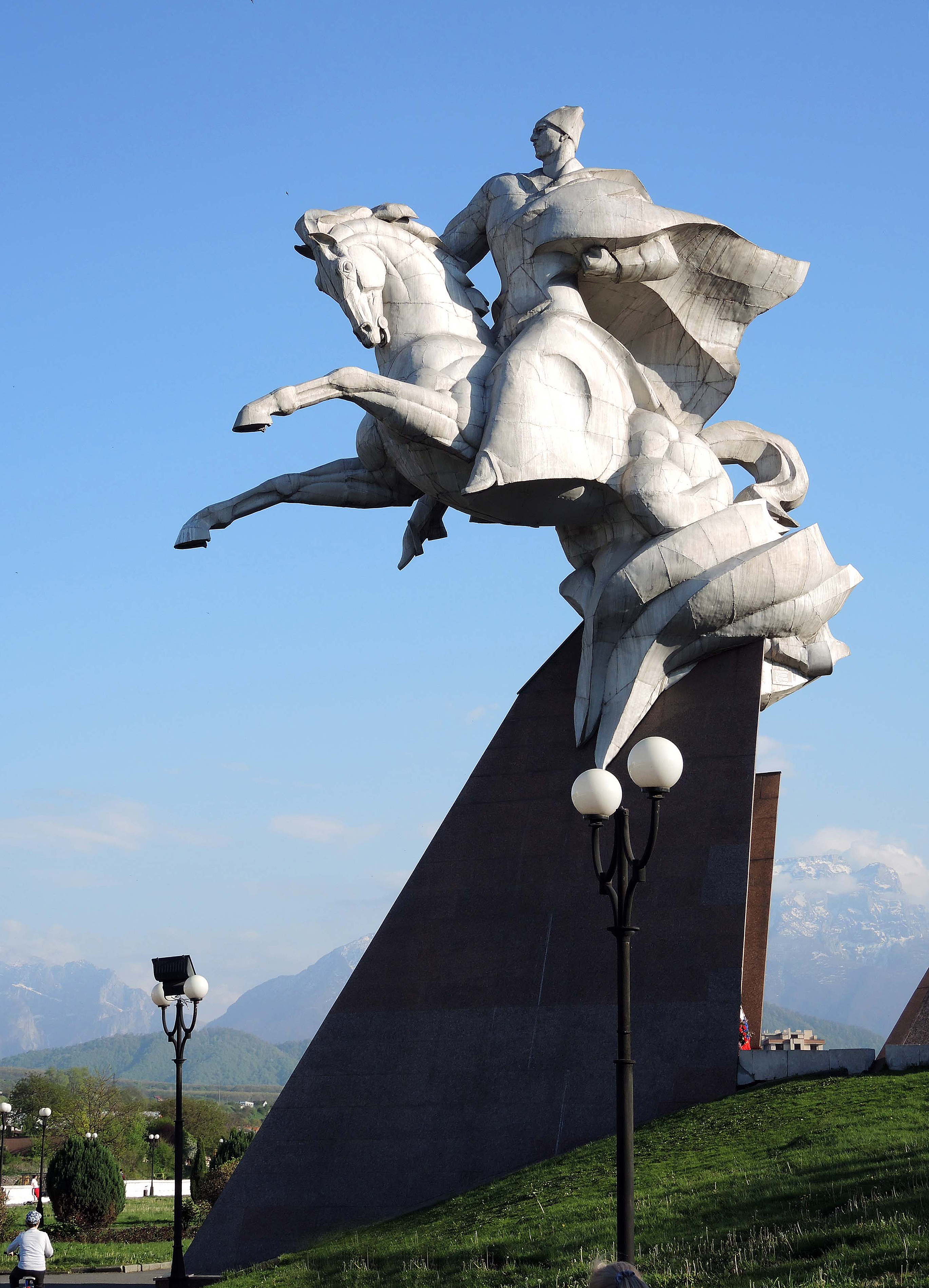
Estatua dedicada a Issa Pliev, en Vladikavkaz

Issá Aleksándrovich Plíyev recibió las siguientes condecoraciones
Unión Soviética
- Héroe de la Unión Soviética, dos veces (16 de abril de 1944, 8 de octubre de 1945)
- Orden de Lenin, seis veces (7 de septiembre de 1941, 1 de abril de 1944, 1947, 1962, 1962, 12 de noviembre de 1978)
- Orden de la Revolución de Octubre (1973)
- Orden de la Bandera Roja, tres veces (3 de noviembre de 1944, 1952, 1969)
- Orden de Suvórov de 1.er grado, dos veces (10 de marzo de 1944, 28 de abril de 1945)
- Orden de Kutúzov de 1.er grado (23 de julio de 1944)
- Medalla por la Defensa de Moscú
- Medalla por la Defensa de Stalingrado
- Medalla por la Victoria sobre Alemania en la Gran Guerra Patria 1941-1945
- Medalla por la Victoria sobre Japón
- Medalla de Veterano de las Fuerzas Armadas de la URSS
- Medalla Conmemorativa del 20.º Aniversario de la Victoria en la Gran Guerra Patria de 1941-1945
- Medalla Conmemorativa del 30.º Aniversario de la Victoria en la Gran Guerra Patria de 1941-1945
- Medalla del 20.º Aniversario del Ejército Rojo de Obreros y Campesinos
- Medalla del 30.º Aniversario de las Fuerzas Armadas de la URSS
- Medalla del 40.º Aniversario de las Fuerzas Armadas de la URSS
- Medalla del 50.º Aniversario de las Fuerzas Armadas de la URSS
- Medalla Conmemorativa por el Centenario del Natalicio de Lenin "Al Valor Militar"
- Medalla Conmemorativa del 800.º Aniversario de Moscú

República Popular de Mongolia
- Héroe de la República Popular de Mongolia (1971)
- Orden de Süjbaatar, tres veces (1961, 1971 ,?)
- Orden de la Bandera Roja
- Orden de la Estrella Polar
- Medalla del 30.º Aniversario de la Victoria en Jaljin Gol
- Medalla del 40.º Aniversario de la Victoria en Jaljin Gol.

Otros países
- Orden de la Bandera Roja (Checoslovaquia)
- Orden Polonia Restituta de 4.º grado (Polonia)
- Orden Virtuti Militari (Polonia)
- Orden de la Legión al Mérito del grado de Comendador (EE. UU.);
- Comandante de la Legión de Honor (Francia)
- Croix de guerre 1939-1945 con rama de palma (Francia)
- Orden de Tudor Vladimirescu (Rumanía).